# Begonia archboldiana
Begonia archboldiana é uma espécie de Begonia.